# Société de l'histoire de l'art français
La Société de l'histoire de l'art français est une société savante française créée le 25 avril 1870 ; elle est mise en sommeil durant la Guerre franco-allemande de 1870, puis reprend ses travaux en 1872.
Elle publie notamment les Nouvelles Archives de l'art français et le Bulletin de la société de l'histoire de l'art français.

## Historique

### Création
La Société de l'histoire de l'art français est créée lors de sa première assemblée générale qui s'est réunie les 11 et 25 avril 1870 à Paris. Les statuts précisent notamment : « article 1, une société est fondée pour encourager et développer l'étude de l'histoire de l'art et des Artistes en France ; II, Cette société portera le nom de Société de l'histoire de l'art français ; (...) Délibéré et arrêté à Paris, en assemblée générale, les 11 et 25 avril 1870. ». Ces statuts sont suivis de la liste des membres fondateurs, puis de celle des seize membres du comité, dont : Philippe de Chennevières, président d'honneur ; Anatole de Montaiglon, président ; Jules Guiffrey, secrétaire. J. Baur, le libraire de la société est situé 11, rue des Saints-Pères et les adhésions et communications doivent être adressées chez Jules Guiffrey 1, rue d'Hauteville. À la suite de cette assemblée, « six feuilles sont imprimées et tirées, avant que la guerre n'arrête les réunions et les travaux ».
Aux environs du mois de juin 1872, la société s'est remise au travail.

### AuXXesiècle
Lors de la séance du comité directeur de la Société, le vendredi 7 décembre 1906 présidé par Jules Guiffrey, le comité décide notamment de poursuivre les publications tout en modifiant le nom en Archives de l'art français, Nouvelle période. La publication est prévue annuelle et l'imprimeur choisi est Daupeley-Gouverneur à Nogent-le-Rotrou.
C'est en 1927 qu'elle est déclarée d'utilité publique.
Au début des années 1970, la société, toujours fidèle à son objet original (« elle s'était donné pour mission de publier les sources de l'histoire de l'art français »), se développe : en 1976, elle a plus que doublé le nombre de ses adhésions par rapport à 1975. Son rythme de réunion est toujours mensuel, pour permettre un contact régulier entre érudits et de « fructueuses discussions ».

### AuXXIesiècle
La société est un partenaire de l'Institut national d'histoire de l'art (INHA), les réunions ont lieu Galerie Colbert à Paris.

## Liste de membres éminents
- François Léon Louis Boucher (1885-1966) - président[11]
- Charles-Philippe de Chennevières-Pointel (1820-1899) - Conservateur du musée du Luxembourg (membre fondateur - président d'honneur)
- Jules Guiffrey (1840-1918) - Archiviste aux Archives nationales (membre fondateur - président)
- Anatole de Montaiglon (1824-1905) - professeur à l'École des Chartes (membre fondateur - président)

## Publications

### Archives de l'art français

#### Nouvelles archives de l'art français
Ce bulletin est la première publication de la société : elle a lieu en 1872 lors de la remise en route de la société après l'arrêt dû à la guerre. C'est une reprise du bulletin intitulé Archives de l'art français, créé en 1852 et publié pendant dix ans par Philippe de Chennevières, qui prend le titre de « Nouvelles archives de l'art français : recueil de documents inédits publiés par la société de l'histoire de l'art français - année 1872 ». Ce bulletin, qui comporte entre 400 et 500 pages, est une publication annuelle.

### Bulletin de la société de l'histoire de l'art français
La première publication du bulletin de la société a lieu en 1875.
Dans les années 1960, le format passe de « l'octavo au quatro ». Le numéro de 1976, imprimé et distribué en 1978, inaugure de nouvelles évolutions technologiques : avec une impression en offset, au lieu de la traditionnelle typographie et l'arrivée de l'impression couleur pour jacquette et planche.